# (19478) Jaimeflores
(19478) Jaimeflores (1998 HY96) – planetoida z pasa głównego asteroid okrążająca Słońce w ciągu 3,8 lat w średniej odległości 2,44 j.a. Odkryta 21 kwietnia 1998 roku.